# Historias horribles (serie de televisión)
Horrible Histories (en español: Historias Horribles) es una serie infantil de televisión, basada en la serie de libros homónima de Terry Deary, y transmitida por el canal británico CBBC. Su objetivo es ofrecer entretenimiento a la vez que informar a su audiencia sobre Historia, dando una manera novedosa de aprender sobre ésta. La serie se ha convertido en un gran éxito, y muchos de sus canciones se han convertido en éxitos virales.
Cada episodio cuenta con una mezcla de bocetos y dibujos animados de diferentes épocas históricas, incluyendo pastiches de diversos medios de comunicación.
La serie tiene a un títere rata llamada Rattus Rattus y presenta sketches humorísticos representando épocas históricas.
Dentro de las cuales abarcan civilizaciones antiguas y etapas humanas:
- Angry Aztecs sobre los Aztecas.
- Awesome USA habla sobre los Estados Unidos.
- Awful Egyptians sobre el Antiguo Egipto.
- Cut-Throat Celts sobre los grupos Celtas.
- Fabulous French sobre los Franceses.
- Frightful First World War sobre la Primera Guerra Mundial.
- Groovy Greeks sobre la Antigua Grecia.
- Gorgeous Georgians sobre el Período Georgiano en Gran Bretaña.
- Incredible Incas sobre los Incas.
- Measly Middle Ages sobre la Edad Media.
- Nasty Knights sobre los caballeros de la Edad Media.
- Potty Pioneers sobre los Pioneros.
- Putrid Pirates sobre Piratas.
- Radical Renaissance sobre el Renacimiento.
- Rotten Romans sobre la Antigua Roma y el Imperio Romano.
- Savage Songs es un capítulo especial de cada temporada dónde se muestran todas las canciones de cada capítulo de la temporada correspondiente.
- Savage Stone Age sobre la Edad de Piedra.
- Slimy Stuarts sobre la época de la Dinastía Estuardo en Gran Bretaña.
- Smashing Saxons sobre los Sajones.
- Stormin' Normans sobre los Normandos.
- Terrible Teachers es un sketch único donde hablan sobre las mentiras de algunos maestros en la escuela, en el sketch aparece la canción "It's not True".
- Terrible Tudors sobre la época Tudor en Gran Bretaña.
- Vicious Vikings sobre los Vikingos.
- Vile Victorians sobre la época de la Reina Victoria en Bretaña.
- Woeful Second World War sobre la Segunda Guerra Mundial.

- Datos: Q5905004